# Be’er Milka
Be’er Milka (hebr. באר מילכה) – moszaw położony w samorządzie regionu Ramat ha-Negew, w Dystrykcie Południowym, w Izraelu.
Leży w środkowej części pustyni Negew, w otoczeniu moszawu Kemehin, oraz wioski Niccane Sinaj. Na zachód od moszawu przebiega granica z Egiptem.

## Historia
Grupa założycieli moszawu zaczęło się formować w 2001 i w 2002 zamieszkała w pobliskim moszawie Kemehin. Moszaw założono 28 września 2006.

## Gospodarka
Gospodarka moszawu opiera się uprawach w szklarniach i sadownictwie.

## Komunikacja
Przez wioskę przebiega lokalna droga, którą jadąc na północny zachód dojeżdża się do drogi ekspresowej nr 10  (Kerem Szalom–Owda), lub jadąc na południowy wschód dojeżdża się do moszawu Kemehin.